# Thomas Glöckner

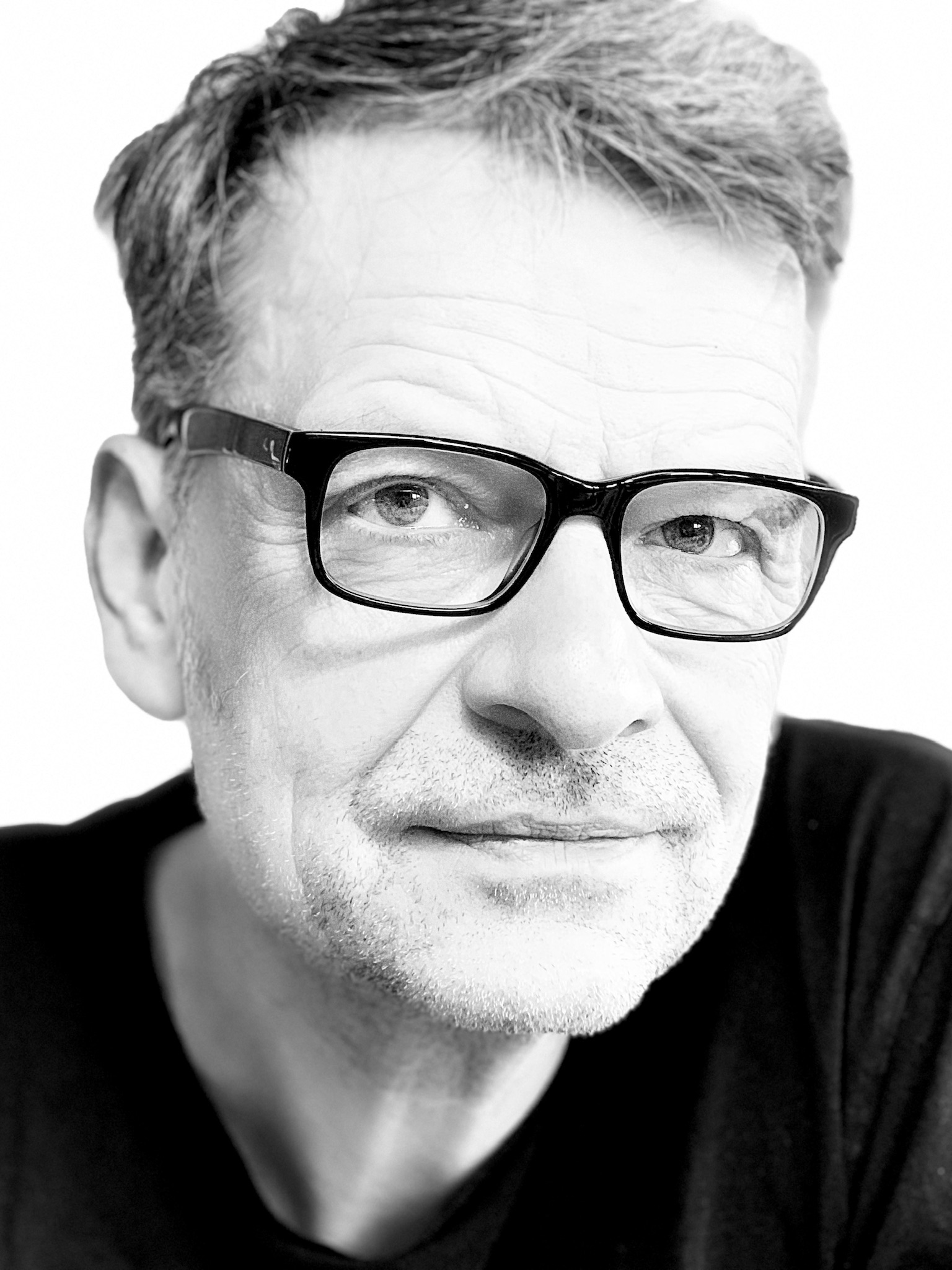
Thomas Glöckner (2019)

Thomas Glöckner (* 27. Juli 1961) ist ein deutscher Architekt.
Kurz vor dem Tod Günther W. Wörrleins übernahm Thomas Glöckner 1996 dessen 1972 gegründetes Architektenbüro. Sein erster großer Wettbewerbserfolg war der 1. Preis für das Zentralstadion in Leipzig.
Sein Unternehmen Glöckner Architektur und Städtebau GmbH in Nürnberg wurde im September 2005 mit dem Bau der Olympiahalle Nationales Hallenstadion Peking für die Olympischen Spiele 2008 in Peking beauftragt. Es setzte sich gegen 800 Mitbewerber durch. Das Nationale Hallenstadion ist heute eine der erfolgreichsten Veranstaltungsstätten Chinas.
2020 wurde der „Pragmatische Imperativ zum Umgang mit der NS Architektur in Nürnberg“ veröffentlicht. Dieser wurde mehrfach in Online- und Printmedien veröffentlicht. Dabei handelt es sich um einen Ansatz zur zukünftigen Nutzung und zum Weiterbau Zeppelintribüne und der Kongresshalle auf dem Reichsparteitagsgelände in Nürnberg. Der Artikel steht im Zusammenhang mit der Bewerbung der Stadt Nürnberg zur Kulturhauptstadt Europas 2025 - #N2025.

## Bauten (Auswahl)
- Neubau Arena Nürnberg (1999–2001)
- Neubau des Zentralstadions in Leipzig (1996–2003) - heute  Red Bull Arena (Leipzig)
- Umbau des Sonnebades in Sonneberg, Modernisierung und Erweiterung der Schwimmhalle mit Neubau einer Eislaufhalle (2001–2003)
- Sanierung des Gesellschaftshauses in Sonneberg (denkmalgeschützter Theaterbau; 2001–2002)
- Sanierung und Ausbau des Franken-Stadions in Nürnberg (1988–1990)
- Bau der Frankenalbtherme Hersbruck (2004)
- Mitwirkung beim Bau des Nationalen Hallenstadions Peking
- Neubau der Firma Frankenluk (jetzt Omexom) in Buttenheim (2010–2012)
- Neugestaltung des Innenraums der Frauenkirche in Nürnberg mit Beichtraum und Schriftenstand

## Veröffentlichungen
- Zweckbau oder Ikone? – Die Stadionarchitektur zwischen Nutzwert und Prestige ()